# Jim Anderton
James Patrick Anderton, toujours appelé Jim Anderton, né le 21 janvier 1938 à Auckland et mort le 7 janvier 2018 à Christchurch,,, est un homme d'État néo-zélandais, fondateur du Parti progressiste et vice-Premier ministre de 1999 à 2002. Il est l'une des figures les plus marquantes de la gauche de la vie politique néo-zélandaise à la fin du XXe siècle.

## Biographie

### Débuts et vie privée
Il naît James Patrick Byrne. Son père, dont il porte le même nom, meurt dans un accident de train lorsque Jim est jeune enfant ; sa mère, Joyce, épouse en secondes noces le boutiquier Victor Anderton, dont Jim obtient le nom.
Après des études technologiques au Seddon Memorial Technical College, puis une formation au Auckland Teacher’s College, il devient enseignant pendant deux ans. Il travaille également pour les services sociaux pour enfants à Wanganui, avant d'acheter une superette, puis de fonder avec son frère Brian une entreprise d'ingénierie qui fabrique des caddies de supermarché, Anderton Holdings, dont il est le directeur général de 1971 à 1984,,. Il se marie deux fois, et a cinq enfants.

### Au Parti travailliste (1963-1989)
Jim Anderton devient membre du Parti travailliste en 1963, et est élu conseiller municipal à Manukau City, de 1965 à 1968. Il siège au conseil municipal de la ville d'Auckland de 1974 à 1977, puis au conseil de l'Autorité régionale d'Auckland de 1977 à 1980. Il brigue deux fois, sans succès, la mairie d'Auckland. Il devient une figure importante du parti, et en 1974 le magazine américain Time estime qu'il aura une carrière de premier plan,.
De 1979 à 1984, il est président du Parti travailliste. Il mène campagne activement pour restaurer un parti alors en difficulté, et contribue à la victoire des travaillistes aux élections législatives de 1984. À l'issue de ces élections, David Lange est Premier ministre, tandis que Jim Anderton est député pour la première fois, représentant la circonscription de Sydenham, un quartier de Christchurch. Il y sera élu sans discontinuer jusqu'à sa retraite politique en 2011, étant alors le doyen de la Chambre des représentants.
Il se brouille avec le gouvernement travailliste, qui mène une politique de libéralisation économique sous l'impulsion du ministre des Finances Roger Douglas - une politique économique controversée, appelée Rogernomics. Anderton s'y oppose ouvertement, critiquant l'accroissement du chômage, et défendant les principes fondateurs du parti : permettre à tous les Néo-Zélandais un accès équitable à la santé, au logement, à l'éducation et à l'emploi. Il devient une figure emblématique pour les citoyens de gauche décontenancés par les politiques de libéralisation radicales menées par le gouvernement. S'étant opposé en vain à la privatisation de la Banque de Nouvelle-Zélande, Jim Anderton accuse le parti d'avoir rompu avec ses propres valeurs essentielles, et le quitte en 1989. Il fonde alors le Nouveau Parti travailliste (NewLabour Party), pour défendre les valeurs de gauche originelles des travaillistes, et conserve son siège de député sous cette nouvelle étiquette lors des élections législatives de 1990, perdues par les travaillistes.

### Ministre (1999-2008)
En 1991, le Nouveau Parti travailliste fusionne avec d'autres partis à la gauche du Parti travailliste pour fonder l'Alliance, qui se donne pour priorités un retour au plein emploi et l'arrêt des privatisations des ressources et des entreprises publiques. L'Alliance n'obtient que deux sièges à la Chambre des représentants aux élections de 1993, mais treize sièges en 1996, devenant la quatrième force politique du pays,.
Les élections de 1999 produisent un parlement sans majorité, où le gouvernement sortant du Parti national (droite libérale) dispose de trente-neuf sièges sur cent-vingt, l'opposition travailliste de quarante-neuf, et l'Alliance, menée par Jim Anderton, de dix sièges - ce qui en fait le troisième plus grand parti à l'assemblée. Le Parti travailliste ayant renoncé aux Rogernomics, Jim Anderton accepte la formation d'un gouvernement minoritaire de coalition entre les travaillistes et l'Alliance, avec l'appui des sept députés du Parti vert qui fournissent à cette coalition un soutien sans participation. La travailliste Helen Clark devient Première ministre, tandis que Jim Anderton devient vice-Premier ministre. Il est conjointement ministre du Développement économique, et ministre de l'Industrie et du Développement régional, chargé notamment d'une politique de création d'emplois. Il fait adopter la création d'une banque publique, la Kiwibank, qui s'avère être un succès,.
L'Alliance se fissure en amont des élections de 2002, et Jim Anderton fonde le Parti progressiste. Bien que ce parti n'obtienne que deux sièges aux élections de 2002 et un seul (le sien) à celles de 2005, il demeure membre d'un gouvernement de coalition avec les travaillistes. Il perd le poste de vice-Premier ministre en 2002, et ses deux autres ministères en 2005, mais est ministre des Forêts de 2004 à 2008, et ministre de l'Agriculture, des Pêcheries et de la Biosécurité de 2005 à 2008. Le gouvernement perd les élections de 2008, et Jim Anderton siège sur les bancs de l'opposition durant les trois dernières années de sa carrière,. 

### Après la politique
Jim Anderton brigue sans succès la mairie de Christchurch en 2010. Il ne se représente pas aux élections de 2011, et sa retraite marque la disparition du Parti progressiste, qui se dissout formellement en 2012. De confession catholique, Anderton se consacre dès lors à faire campagne pour que soit reconstruite la cathédrale anglicane de Christchurch, sévèrement endommagée par le séisme de 2011. Il mène cette campagne aux côtés de son ancien adversaire politique Philip Burdon, ministre des Entreprises publiques dans le gouvernement de droite de 1993 à 1996 ; ils obtiennent gain de cause, et Jim Anderton obtient peu avant sa mort l'assurance que la cathédrale sera reconstruite,. En septembre 2017, il est fait compagnon de l'ordre du Mérite de Nouvelle-Zélande.
Souffrant de problèmes cardiaques, il décède le 7 janvier 2018 à l'hôpital à Christchurch. Parmi les nombreux hommages prononcés à son égard, Helen Clark salue la mémoire d'un homme qui militait pour « une Nouvelle-Zélande plus douce, meilleure, plus juste. [...] Sa voix était celle des sans-voix, des marginalisés ».